# Кампой, Пилар
Мария Пилар Кампой (исп. María Pilar Campoy, 6 октября 1990, Висенте Лопес, Аргентина) — аргентинская хоккеистка (хоккей на траве), полузащитник. Участница летних Олимпийских игр 2016 года, чемпионка Америки 2017 года, чемпионка Южноамериканских игр 2018 года.

## Биография
Пилар Кампой родилась 6 октября 1990 года в аргентинском городе Висенте Лопес в провинции Буэнос-Айрес.
Играла в хоккей на траве за «Банко Насьон» из Висенте Лопес. В дальнейшем выступала за аргентинские «Наутико Акоах» из Тигре (2013—2019), испанские «Табуриэнте» из Лас-Пальмас-де-Гран-Канария (2015), «Комплутенсе» из Сан-Себастьяна (2016), «Реал Сосьедад» из Сан-Себастьяна (2019—2020), «Кампо де Вилья» из Мадрида (с 2020 года).
В сезоне-2014/2015 стала чемпионкой Мировой лиги.
В 2016 году вошла в состав женской сборной Аргентины по хоккею на траве на летних Олимпийских играх в Рио-де-Жанейро, занявшей 7-е место. Играла на позиции полузащитника, провела 6 матчей, мячей не забивала.
В том же году стала победительницей Трофея чемпионов.
В 2017 году выиграла золотую медаль чемпионата Америки.
В 2018 году завоевала золото хоккейного турнира Южноамериканских игр в Кочабамбе.